# نيك إيفرز
نيك إيفرز (بالإنجليزية: Nick Evers)‏ هو موظف مدني ودبلوماسي وسياسي أسترالي، ولد في 1 نوفمبر 1937 في أستراليا، وتوفي في 27 يوليو 2013 في لاونسستون في أستراليا. حزبياً، نشط في حزب أستراليا الليبرالي (فرع تاسمانيا) ‏. وقد انتخب عضو مجلس نواب تسمانيا عن دائرة Division of Franklin (state) ‏ (8 فبراير 1986 – 23 يوليو 1990).